# 施利特尔斯
施利特尔斯是奥地利蒂罗尔州施瓦茨县的一个市镇。总面积10.36平方公里，总人口1324人，人口密度127.8人/平方公里（2005年）。